# ナビスコ
ナビスコ(Nabisco [nəˈbɪskoʊ])は、アメリカ合衆国の菓子メーカーである。主力商品はクラッカーやクッキーなどのビスケット類である。ニュージャージー州イースト・ハノーヴァーに本社を置く。現在は、イリノイ州に本社を置くモンデリーズ・インターナショナルの子会社となっている。"Nabisco"は、かつての社名National Biscuit Company（ナショナル・ビスケット・カンパニー）の略称である。
シカゴにある面積1,800,000-平方フート (170,000 m2)の工場は、世界最大の菓子工場であり、1200名以上が働き、年間で3億2千万ポンド（約15万トン）の菓子を製造している。主なブランドにはチップスアホイ、オレオ、リッツなどがあり、全世界に展開している。

## 歴史
1792年にマサチューセッツ州でピアソン&サンズ・ベーカリーという店が開かれ、長距離航海向けの堅パンを製造販売した。1889年、ウィリアム・ヘンリー・ムーアはピアソン&サンズ・ベーカリーなど6件の店を買収し、ニューヨーク・ビスケット・カンパニー(New York Biscuit Company)を設立した。シカゴの弁護士、アドルファス・W・グリーンは、40の店を買収して1890年にアメリカン・ビスケット・アンド・マニュファクチャリング・カンパニー(American Biscuit and Manufacturing Company)を設立した。また、ジョン・ゴットリーブ・ゼラーはリッチモンド・スチーム・ベーカリー(Richmond Steam Bakery)を創業した。1898年、ムーア、グリーン、ゼラーの3人は、自分たちの会社を合併させてナショナル・ビスケット・カンパニー(National Biscuit Company)を設立した。同社は、シカゴのホーム・インシュアランス・ビルに本社を置いた。初代社長にはグリーンが就任した。その後、1923年から1931年まではゼラーが社長を務めた。

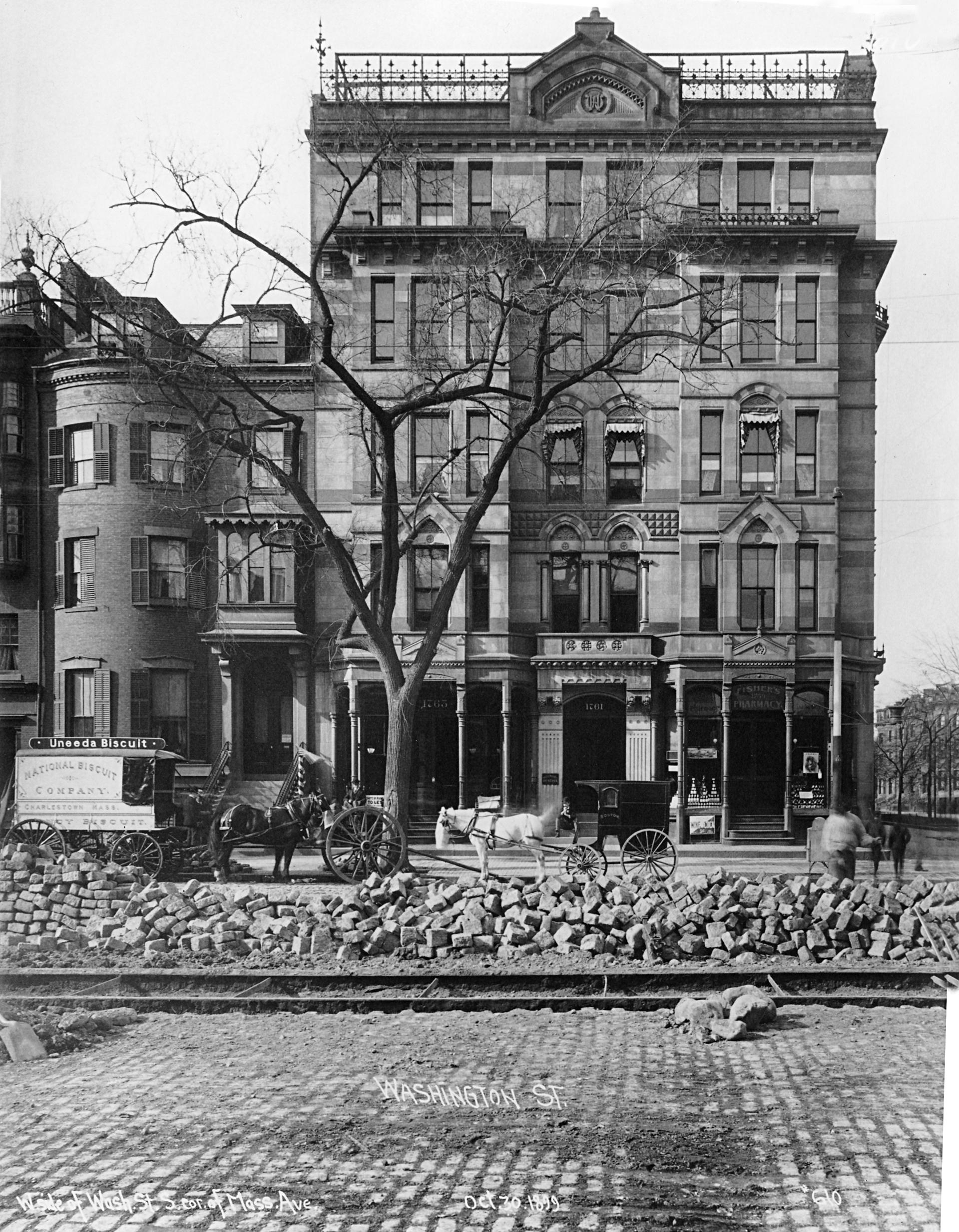
ユニーダ・ビスケット(Uneeda Biscuit)の宣伝用の馬車（1899年、マサチューセッツ州ボストンにて）

1971年に略称の「ナビスコ」(Nabisco)を正式な社名にした。1981年にスタンダード・ブランズと合併して、社名を「ナビスコ・ブランズ」(Nabisco Brands)に変更した。1985年、R.J.レイノルズ・タバコ・カンパニーと合併してRJRナビスコとなった。1993年、クラフト・ゼネラル・フーヅがRJRナビスコのシリアル部門を買収した。2000年、フィリップ・モリスがナビスコを買収し、クラフトフーヅと合併させた。これは、食品業界最大の合併となった。2011年、クラフトフーヅは食品部門と菓子部門の会社に分割された。ナビスコは菓子部門の会社であるモンデリーズ・インターナショナルの一部となった。

## ロゴ
ナビスコの商標は、三角形の中に斜めに配置された楕円の上にロレーヌ十字が合わさったものであり、"Orb and Cross"（宝珠と十字架）あるいは"Globus cruciger"（ラテン語で宝珠の意味）と呼ばれている。オレオなどのナビスコのブランドの製品に刻まれているほか、パッケージの角にこの商標が配されている。同社によれば、このマークは昔のヨーロッパで使われていた品質のシンボルである。中世のイタリアの印刷業者が使用していたマークに由来するもので、「悪や身体に対する道徳的・精神的な勝利」あるいは「キリストによる贖罪」を表すものである。
現行のロゴは、AC/DCのロゴなども手掛けたグラフィックデザイナーのジェラルド・ウエルタがデザインしたものである。
日本では十字架や楕円より外側の三角形に注目されており、ナビスコのロゴは「赤い三角マーク」と呼ばれていた。

## 日本における展開
- 1970年（昭和45年）、日本ではヤマザキナビスコが山崎製パン、米ナビスコ社、および日綿實業（のちのニチメン、現在の双日）の三者合弁で設立され、同社がナビスコブランドの食品を発売していた。
- 1988年（昭和63年）、米ナビスコ社とヤマザキナビスコの資本関係は解消され、山崎製パンとニチメンとの二社の合弁となった。日本での商品製造権と商標使用権に関するヤマザキナビスコとの契約は2016年8月まで続いた。
- 2016年9月以降、ヤマザキナビスコとの契約が満了後は、モンデリーズ・インターナショナルの日本法人であるモンデリーズ・ジャパンが「オレオ」「リッツ」「プレミアム」を引き続き販売を継続している[13]。また、ヤマザキナビスコはヤマザキビスケットに社名を変更した。

## ブランド
- チキン・イン・ア・ビスケット（Chicken in a Biskit）
- チップスアホイ (Chips Ahoy!)
- クリスティー（Christie）
- フェイマス・チョコレート・ウェファース（Famous Chocolate Wafers）
- フィグ・ニュートン（Fig Newton）
- ローナ・ドゥーン（Lorna Doone）
- マロマース（Mallomars）
- ナター・バター（Nutter Butter）
- オレオ (Oreo)
- オイスタークラッカー（Oystercrackers）
- ピーク・フリーンズ（Peek Freans）
- プレミアム （Premium Crackers）
- リッツ (Ritz Crackers)
- ソーシャル・ティー（Social Tea）
- テディ・グラハム（Teddy Grahams）
- トリスケット（Triscuit）
- ウィート・シンズ（Wheat Thins）
- イージーチーズ

## ギャラリー

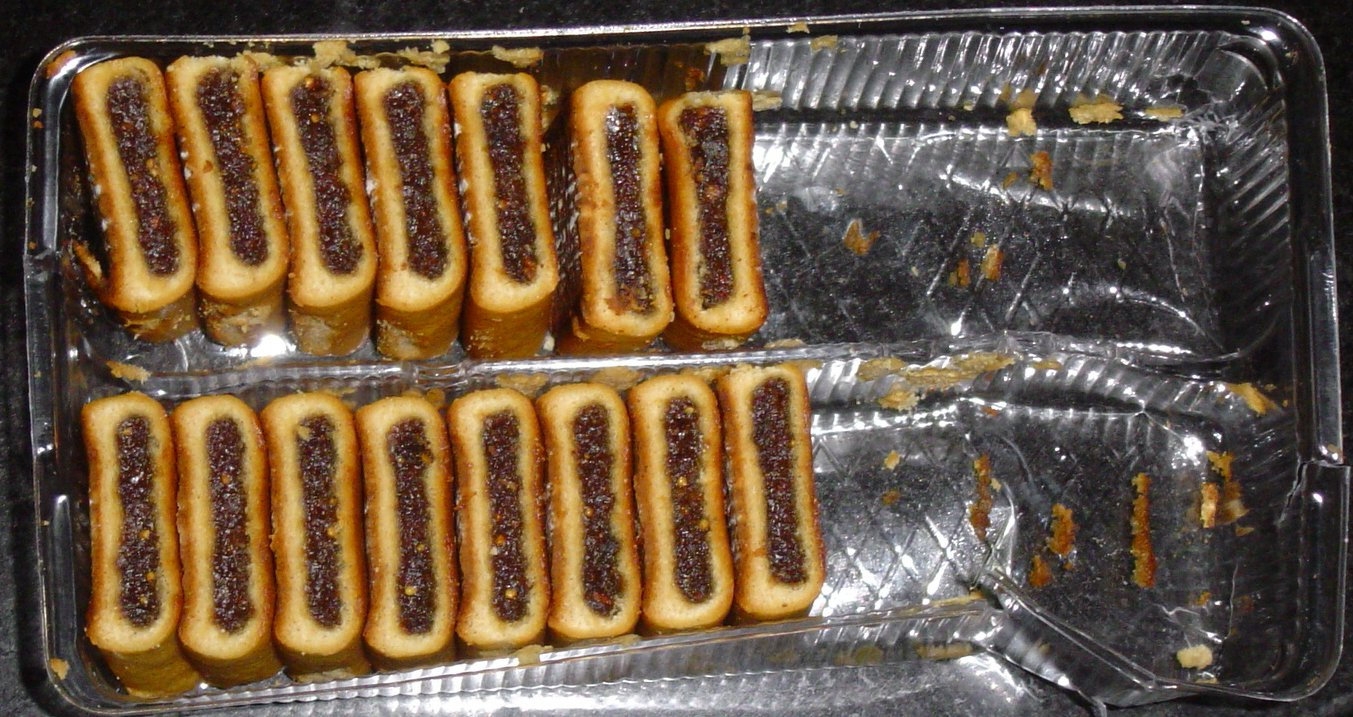
フィグ・ニュートン
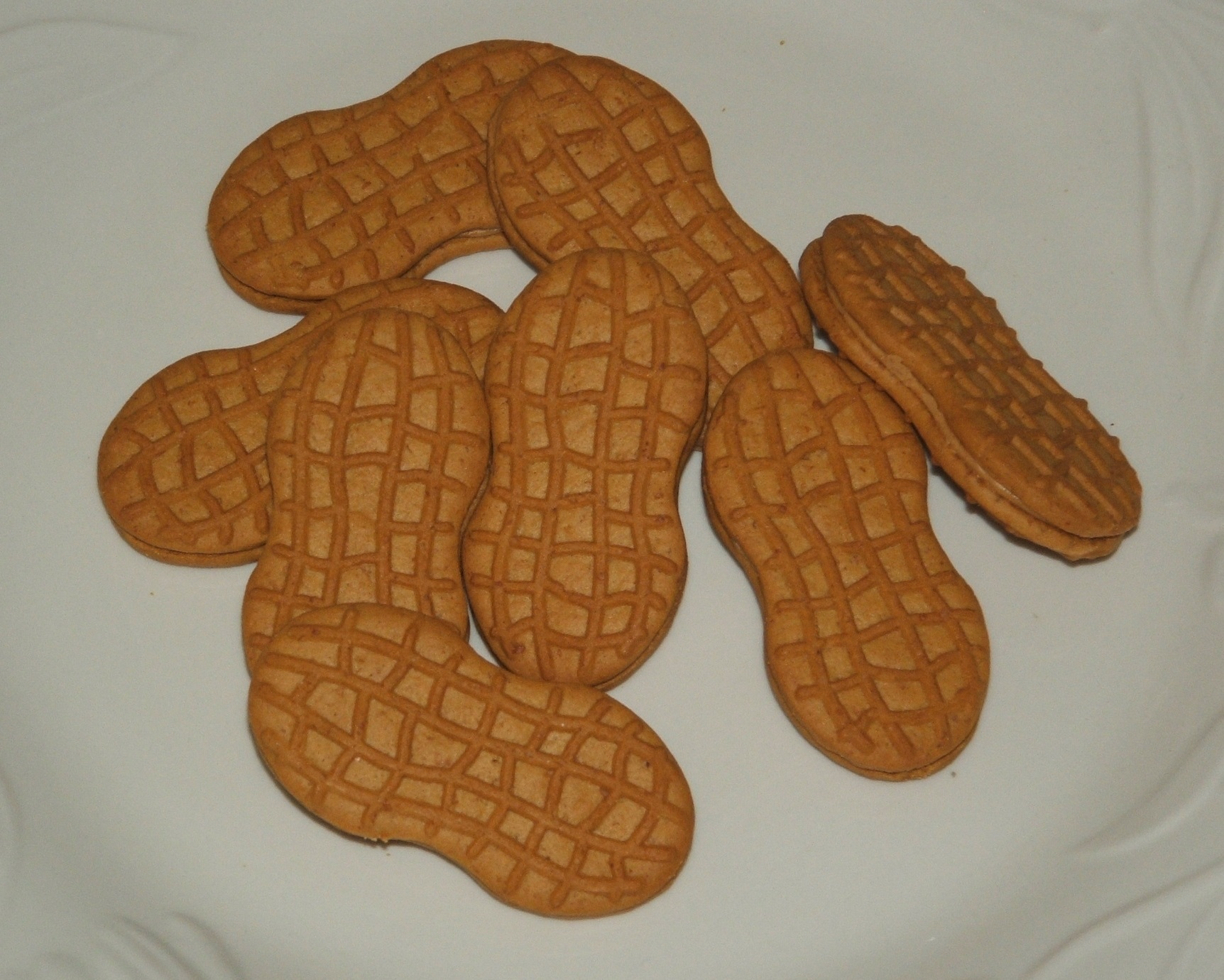
ナター・バター
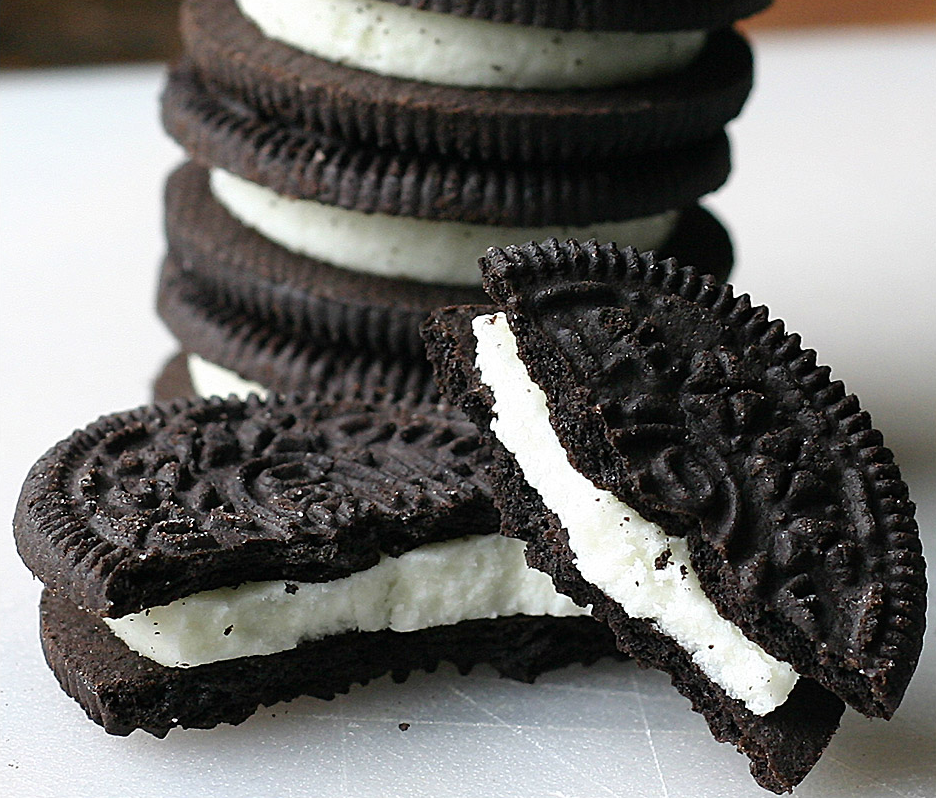
オレオ
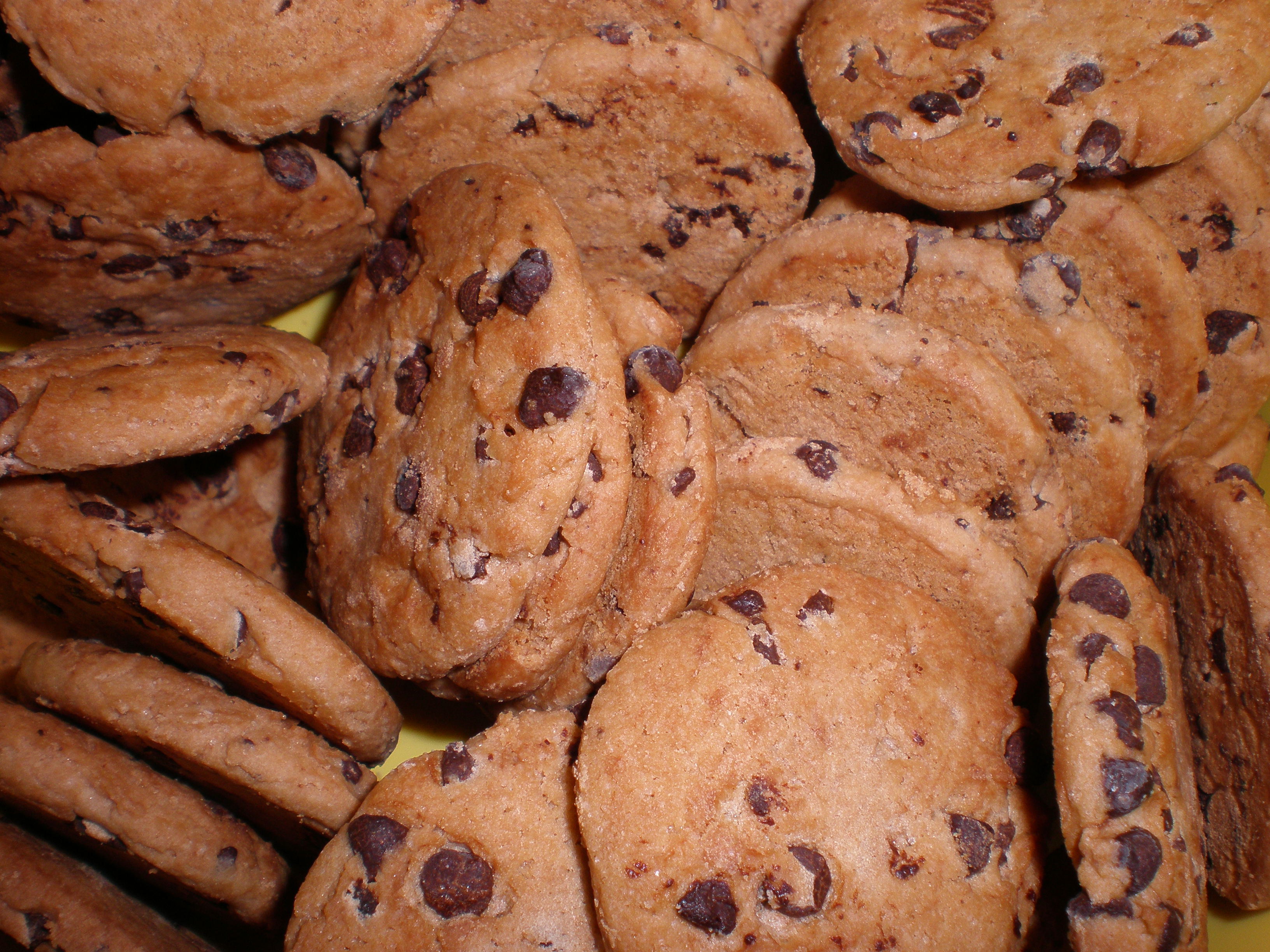
チップスアホイ
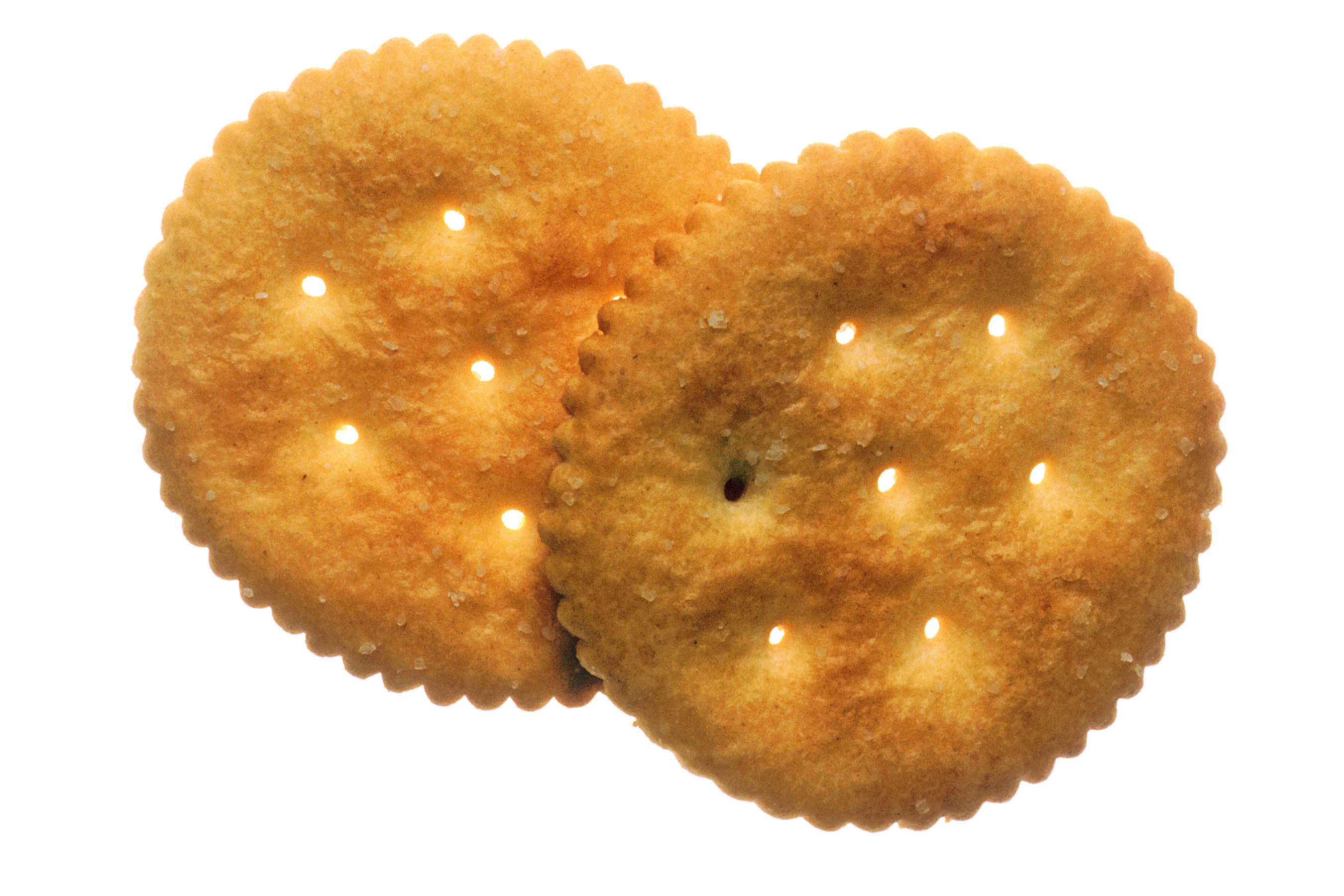
リッツ